# ダニエル・デベルナール
ダニエル・デベルナール （Danièle Debernard、1954年7月21日 - ）はフランスのサヴォワ県エメ出身の元アルペンスキー選手。

## 経歴
1972年の札幌オリンピックの回転で金メダルのバーバラ・コクランにわずか0.02秒遅れて銀メダルを獲得した。1976年のインスブルックオリンピックの回転で銅メダルを獲得、同時に行われていたアルペンスキー世界選手権の複合でも銅メダルを獲得した。FISアルペンスキー・ワールドカップでは大回転で2勝、回転で3勝の計5勝を挙げている。
長野オリンピックの滑降で金メダルを獲得したジャン＝リュック・クレティエはいとこに当たる。

## ワールドカップ成績
- 1971年 総合18位
- 1972年 総合9位、シーズン2勝（共にバルスロネット郊外）
- 1973年 総合13位、シーズン1勝（苗場スキー場）
- 1974年 総合19位
- 1975年 総合14位
- 1976年 総合5位、シーズン2勝（ベルヒテスガーデン、Les Gets）
- 1977年 総合23位
- 1979年 総合79位